# Desperacja (powieść)
Desperacja (ang. Desperation) – powieść autorstwa Stephena Kinga z 1996 roku.

## Fabuła
Akcja powieści dzieje się w małym, pustynnym miasteczku Desperacja oraz na drodze stanowej w pobliżu. Wielki, szalony policjant zatrzymuje przejeżdżające osoby pod pozorami przestępstw, które sam upozorował, a następnie aresztuje je i zamyka w swoim więzieniu lub morduje. Porywa w ten sposób Petera i Mary Jackson, rodzinę Carver oraz pisarza Johnna Marinville'a. W areszcie przebywa także mieszkaniec miasta Tom Billingsley, a w późniejszym czasie dołącza do nich ocalała mieszkanka miasta Audrey.
Szalony policjant, opętany przez siedzącego w nim potwora, potrafi przemawiać w języku zwierząt i rozkazywać im. W ten sposób niebezpieczeństwem dla bohaterów stają się również i skorpiony, węże, pająki, szczury, nietoperze oraz wilki. Potwór powoduje gnicie ciała, w którym przebywa, toteż w końcu ciało Colliego się rozpada, a potwór wychodzi i poszukuje innego, by móc dorwać wszystkich porwanych podróżników, którzy uciekli z więzienia.

## Bohaterowie
- Collie Entragian – główny antagonista powieści, porywacz podróżników i morderca, z zawodu policjant miejski. W rzeczywistości nie sam policjant był zły, lecz potwór w nim przebywający.
- Peter Jackson – jeden z porwanych podróżników, mąż Mary, porwany pod pozorem przechowywania marihuany w samochodzie.
- Mary Jackson – jedna z porwanych podróżniczek, żona Petera.
- Ralph Carver – podróżnik, głowa rodziny Carverów.
- Ellie Carver – podróżniczka, żona Ralpha, w późniejszym czasie jedno z ciał kontrolowanych przez tajemniczego potwora.
- David Carver – syn Ralpha i Ellie, głęboko wierzący chrześcijanin.
- Kirsten Carver – córka Ralpha i Ellie.
- John Edward Marinville – pisarz, podróżował na Harleyu, dawniej alkoholik.
- Steve Ames – agent Marinville'a, jego przyjaciel.
- Cynthia Smith – autostopowiczka, towarzyszka Steve'a.
- Tom Billingsley – dawny przyjaciel gliniarza, jedna z porwanych ofiar, alkoholik i weterynarz.
- Audrey – ocalała mieszkanka miasta, jedno z ciał kontrolowanych przez tajemniczego potwora.